# Rebecca Bardoux
Rebecca Bardoux (Erie, 18 agosto 1963) è un'ex attrice pornografica statunitense.
È stata inserita nella AVN Hall of Fame nel 2007 nella XRCO Hall of Fame nel 2014 e nella NightMoves Hall of Fame 2011.

## Riconoscimenti
- AVN Awards
  - 2007 – Hall of Fame[5]

- XRCO Award
  - 2014 – Hall of Fame[6]